# Спешно състояние
Спешно състояние в медицината е остра травма или заболяване, което излага на непосредствен риск човешкия живот или е предпоставка за трайно увреждане на здравето. При спешните състояния много често може да бъде необходима помощ от друг човек, който в идеалния случай би трябвало да е съответно квалифициран. Много от спешните състояния, като сърдечно-съдови, респираторни и стомашно-чревни не могат да бъдат преодолени от самия потърпевш. В зависимост от тежестта на спешното състояние и качеството на всяка оказана помощ е възможна необходимостта от включването на грижи от множество нива, от първа помощ до специалисти по спешна медицина.